# 越沢明

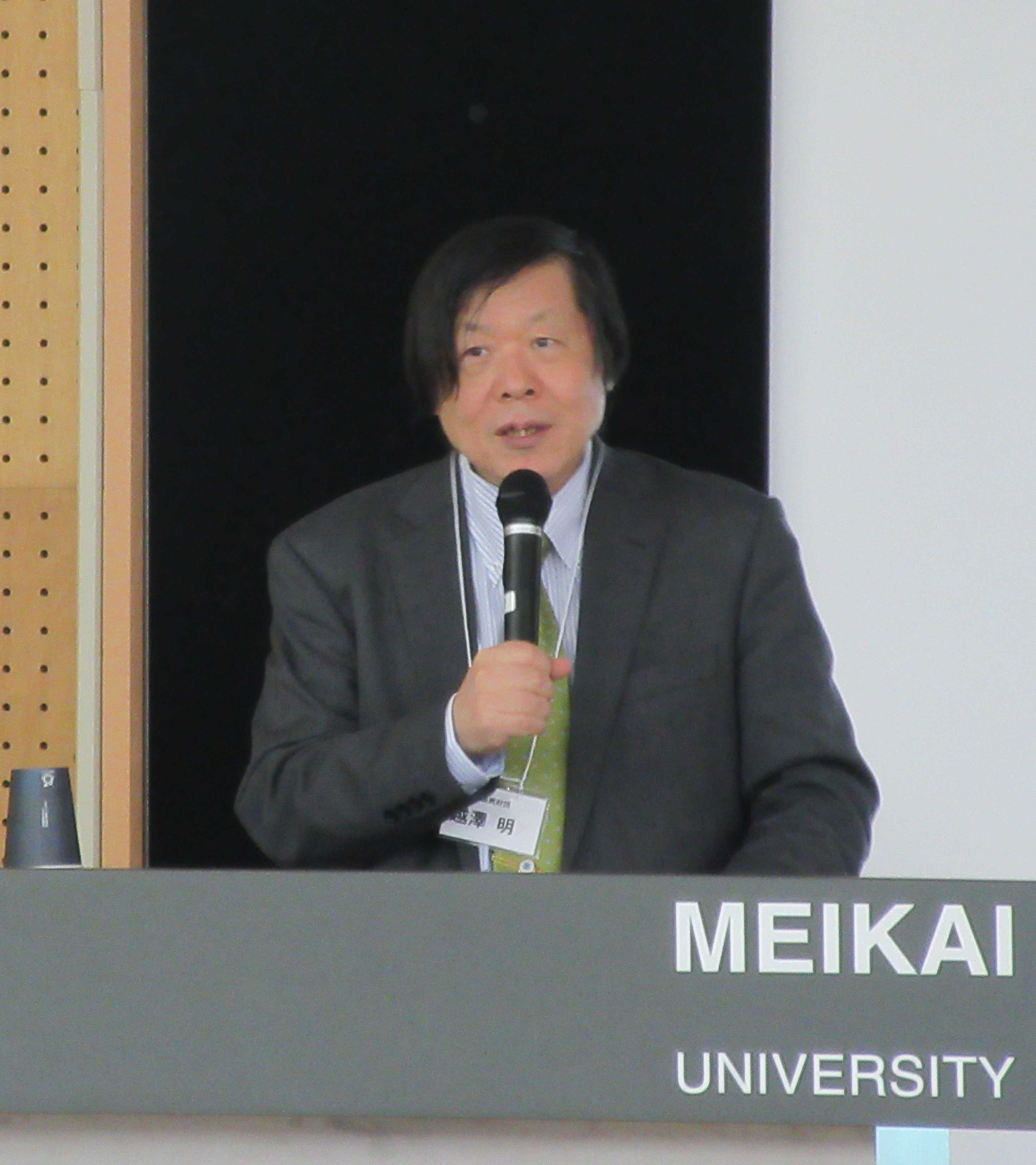
越沢明

越澤 明（こしざわ あきら、1952年 - ）は、日本の工学者、都市計画家、都市政策学者、工学博士。北海道大学名誉教授。元一般財団法人住宅保証支援機構理事長。
国土交通省の社会資本整備審議会で、住宅宅地分科会、都市計画・歴史的風土分科会、歴史的風土部会の会長を歴任した。人文・社会科学分野でも評価される著書・業績が多い。全国の地方自治体で都市政策・まちづくりの指導助言をしてきた。

## 人物紹介
- 1971年 東京教育大学附属高等学校（現・筑波大学附属高等学校）卒業（人物一覧）
- 1976年 東京大学工学部都市工学科卒業
- 1978年 東京大学大学院工学系研究科修士課程修了
- 1982年 東京大学大学院工学系研究科博士課程修了
- 1982年 東京大学より工学博士授与 （博工第1572号、博士論文名：満州の都市計画に関する歴史的研究）
- 1982年～1994年　神奈川県庁
- 1994年～1998年　長岡造形大学助教授
- 1998年～2014年　北海道大学大学院工学研究院教授
- 2014年　北海道大学名誉教授の称号授与
- 2014年～2018年　一般財団法人住宅生産振興財団顧問
- 2016年　東京経済大学客員教授
- 2016年～2019年　一般財団法人住宅保証支援機構理事長

専門分野は、都市政策、都市計画、公共政策。国や自治体の審議会経験が長く、都市計画法、都市再生特別措置法、都市公園法、古都保存法、明日香法、景観法、歴史まちづくり法、高齢者住まい法など都市・住宅法制度に詳しく、また、都市計画・まちづくり・文化財の行政実務に明るい。
東京都市計画研究、震災・大火・津波・戦災など災害後の復興計画研究、東京オリンピック関連都市計画の第一人者であり、1989年、後藤新平の帝都復興計画の原図を発見したことで知られる。著書の多くは新書、文庫で刊行され、多数の学術賞を受賞している。日本の旧植民地・占領地（台湾、満洲、中国本土、朝鮮半島）ならびに現代中国の都市研究の先駆者である。主な著書は韓国、中国、台湾で翻訳出版されており、中国、台湾で招待講演を行い、称号を授与されている。

## 受賞・表彰
- 1977年 アジア経済研究所 発展途上国研究奨励賞（最年少受賞）『図書館創設50周年記念資料展示会 展示資料リスト』 [3]「今回の展示は全受賞作品と、当館所蔵の受賞者による単著ならびに受賞者同士の共著書を中心に構成しております。」）
- 1988年 日本都市計画学会賞 論文奨励賞
- 1990年 土木学会賞 著作賞
- 1992年 日本都市計画学会賞 石川賞（大賞に相当、最年少受賞）
- 1992年 第1回日本不動産学会賞 著作賞
- 1992年 日本造園修景協会 下山奨励賞
- 2003年 環境情報科学センター 特別賞
- 2006年 日本都市学会賞（奥井記念賞）
- 2013年 都市住宅学会賞　著作賞
- 2013年 鎌倉市 市政功労者 表彰[4]
- 2016年 第6回不動産協会賞[5][6][7]

- 2016年 守山市 感謝状[8]

海外表彰・教育
- 2002年 中国 長春市人民政府より都市計画顧問の称号授与  出典：『長春日報』2002年8月26日[9]
- 2012年 中国 大連理工大学建築與藝術学院客座教授（客員教授）
- 2014年 中国 長春市人民政府より栄誉市民の称号授与　 出典：長春市人民政府外事弁公室 长春市人民政府外事侨务办公室ホームページ[10]、栄誉市民一覧表 长春市荣誉市民一览表[11]、越澤明（日本） 越泽明(日本)[12]。吉林ラジオ 吉林广播网2016-12-17著名规划专家越泽明被授予“长春市荣誉市民”-吉林广播网[13]、对话“荣誉市民”越泽明-吉林广播网 作者：李雨楠 翻译：刘卓雯　来源：吉林广播网2017-02-10[14]

- 2014年 中国 清華大学公共管理学院産業発展與環境治理研究中心（CIDEG）栄誉専家
- 2016年 中国 清華大学公共管理学院産業発展與環境治理研究中心（CIDEG）研究員

## 政府公職歴
- 2001年～2011年 国土交通省 社会資本整備審議会委員
計画部会委員、河川分科会委員、建築分科会委員、住宅宅地分科会委員、都市計画・歴史的風土分科会委員、道路分科会委員、道路分科会基本政策部会委員（基本政策部会の越澤委員発表「豊かで品格のある道路空間の創造に向けて」、骨子、配布資料）。
- 2008年～2011年 社会資本整備審議会住宅宅地分科会長、住宅宅地分科会マンション政策部会長
- 2009年～2011年 社会資本整備審議会都市計画・歴史的風土分科会長。
- 2005年～2009年 社会資本整備審議会都市計画・歴史的風土分科会長代理、都市計画部会公園緑地小委員会委員長
- 2005年～2010年 社会資本整備審議会都市計画・歴史的風土分科会歴史的風土部会長。歴史的風土部会明日香村小委員会委員長、歴史的風土部会古都保存理念の全国展開小委員会委員長、歴史的風土部会歴史的風土の保存・継承小委員会委員長
- 2011年～2014年 国土交通省 社会資本整備審議会臨時委員
- 2003年～2006年 内閣府 中央防災会議専門委員、首都直下地震対策専門調査会委員
- 2004年～　国土交通省京浜河川工事事務所　鶴見川流域水委員会委員
- 2014年～　原子力損害賠償・廃炉等支援機構運営委員会賠償・復興分科会専門委員
- 2017年　内閣官房　明治期の立憲政治の確立等に貢献した先人の業績等を次世代に遺す取組に関する検討会委員[15] （首相官邸ホームページ内閣官房「明治１５０年」関連施策推進室[16]）

都市再生特別措置法、景観法、都市緑地法、歴史まちづくり法、高齢者住まい法、長期優良住宅法などの制定、住生活基本法の住生活基本計画（全国計画）改定、まちづくり交付金制度創設、大津市・逗子市に対する古都指定、明日香法の明日香村整備計画、国営飛鳥・平城宮跡公園の整備、首都直下地震対策の検討、明治記念大磯庭園（仮称）の検討 
、などに学識者として大きな役割を果たす。
国関係の委員会は、「日本の歴史公園100選」選定審査会委員長、「美しい日本の歴史的風土100選」選定委員会委員、「緑の都市賞」審査委員会委員、道路計画合意形成研究会委員、東京環状道路有識者委員会委員、鶴見川流域水委員会、などを歴任。

## 自治体・法人等公職歴
一般財団法人民間都市開発推進機構都市研究センター研究アドバイザー（2013年～2018年）、
一般社団法人日本公園緑地協会研究顧問、
財団法人都市計画協会理事、
財団法人区画整理促進機構評議員、
東京都江戸東京博物館運営委員会委員、
鎌倉市緑政審議会会長職務代理（1998年～2018年）、
犬山市歴史まちづくり協議会会長、
美濃市歴史まちづくり協議会会長、
守山市政策アドバイザー、
長浜市歴史まちづくり協議会アドバイザー、
東京都復興計画検討委員会委員・幹事・作業部会員（1996年～1997年）、
品川区まちづくりマスタープラン策定委員会委員長（2011年～2013年）、
台東区震災復興小学校の校舎及び用地の有効活用に関する検討委員会委員長（2016年～2017年）
札幌市住まいの協議会会長、
函館市緑の基本計画策定委員会委員長、
函館市観光基本計画アドバイザー、
東川町美しい東川の風景を守り育てる審議会会長、
美しい愛知づくり基本計画検討委員会副委員長、
三重県美しいまちづくり懇談会会長、
名古屋市緑の審議会都市計画公園緑地事業推進部会長（参考：名古屋市「長期未整備公園の都市計画の見直しと整備プログラム）、
各務原市都市政策アドバイザー、
各務原市都市計画マスタープラン策定委員会委員長、
木曽川景観協議会アドバイザー、
守山市大庄屋諏訪屋敷保存整備活用委員会会長、
大津市都市計画審議会景観形成専門委員会委員長、
富田林駅南地区市民協働プログラム策定委員会委員長、
兵庫県広域緑地計画策定委員会幹事長、
福岡市緑の基本計画策定委員会委員、
別府市駅東地区市街地総合再生基本計画策定委員会委員長、
松竹(株) 歌舞伎座再生検討委員会委員 （参考：認定民間都市再生、歌舞伎座ホームページ）

## 主な著書
- 『植民地満州の都市計画』アジア経済研究所, 1978年。
- 『東京の都市計画』岩波新書, 1991年。ISBN 4-00-430200-5
- 『東京都市計画物語』日本経済評論社,1991年。ISBN 4-8188-0475-4；ちくま学芸文庫, 2001年。ISBN 4-480-08618-8
- 『満洲国の首都計画』日本経済評論社,1988年。ISBN 4-8188-0259-X；ちくま学芸文庫, 2002年。ISBN 4-480-08707-9
- 『哈爾浜の都市計画』総和社,1988年；ちくま学芸文庫, 2004年。ISBN 4-480-08862-8
- 『復興計画 - 幕末・明治の大火から阪神・淡路大震災』中公新書, 2005年。ISBN 4-12-101808-7
- 『後藤新平 - 大震災と帝都復興』ちくま新書、2011年11月。ISBN 978-4-480-06639-8
- 『大災害と復旧・復興計画 』叢書 震災と社会、岩波書店、2012年3月。ISBN 978-4-00-028522-3
- 『東京都市計画の遺産 - 防災・復興・オリンピック』ちくま新書、2014年10月。ISBN 978-4-480-06798-2
- 『日本都市計画史　上巻 - 都市計画法・建築法制定百年記念論集』住宅生産振興財団、2017年3月。

### 共著ほか
- 『地域研究シリーズ No.3 第3巻 中国—経済 』（共著）アジア経済研究所,1992年。
- 『岩波講座 近代日本と植民地 第3巻 植民地化と産業化』（共著）岩波書店, 1993年。
- 『札幌の緑づくり』（共編）札幌市環境局みどりの推進部,札幌市役所有償刊行物、2001年。
- 『都市をつくった巨匠たち シティプランナーの横顔』（共著）ぎょうせい, 2004年。
- 『まちづくり行政を語る』（共編）都市計画協会, 2005年,有償刊行物。
- 『近代都市計画制度90年記念論集』（共著）都市計画協会, 2014年,有償刊行物。
- 『後藤新平生誕150周年記念 第17回「都市問題」公開講座 経世家・後藤新平―その生涯と業績を語る』（共著）東京市政調査会,2007年（越澤明「後藤新平と東京都市計画」）。ISBN 978-4-924542-34-1
- 『巨大地震 権威16人の警告』（共著）日本の論点編集部編、文春新書、2011年。ISBN 978-4-16-660819-5
- 『新国立競技場、何が問題か』（共著）槇文彦・大野秀敏編著、平凡社、2014年。ISBN 978-4-582-82471-1
- 『山本繁太郎とその時代』（編集委員会委員長、共著）政策史検証実行委員会、2015年[19][20]。

### 主な著書の翻訳
- 『“東京の都市計画”のハングル表記』尹伯栄訳, ソウル, 韓国経済新聞社, 1991年。ISBN 89-475-2249X
- 『“中国の都市計画 満洲の都市論”のハングル表記』張俊鎬訳, ソウル, 泰林出版社, 2006年。ISBN 89-8225-538-9
- 『中国東北都市計画史』黄世孟訳（国立高雄大学教授）, 台北, 大佳出版社, 1991年。
- 『偽満洲国首都規劃』欧碩訳、北京、社会科学文献出版社、2011年。ISBN 978-7-5097-2162-9
- 『哈爾浜的城市規劃（1898-1945）』李笑述校、王希亮訳、哈爾浜城郷規劃局編、哈爾浜、哈爾浜出版社、2014年。ISBN 978-7-5484-1654-8

社会科学文献出版社WEBより引用

「社会科学文献出版社 偽満洲国首都規劃

作者简介 越泽明，东京大学工学系研究科博士，北海道大学工学研究科教授。

内容简介 城市规划是殖民地经营的一个重要内容，体现了殖民者的统治意图和利益考量，也从侧面反映了被占领地区当时的风土。本书对于了解1945年以前日本对中国东北的殖民统治实态和长春的城市发展史，有重要的资料价值。另外书中以东京的城市规划设计、实施情况也做了详实阐释，从中可以了解到近代日本城市规划史、城市发展史的大致脉络和其当下部分都市问题的由来。」

日本財団会長笹川陽平ブログより引用
日本理解の促進のため日本の情報を海外に発信 「日本紹介図書100冊 翻訳シリーズ中国版」その115『満州国の首都計画』

笹川日中友好基金WEBより引用
「【選者の評】満洲国は「偽」という語を冠して中国では語られるが、日本にとってどのような意味を持っていたのかを、政治の文脈ではなく語られる必要を感じている。満州国の首都の新京（＝長春）は、先進的な都市計画の理念と社会資本整備の技術が全面的に適用された。現在の長春は中国有数の「森の都」となっているが、満州で可能であったことが、なぜ、東京では実現してこなかったのか。実証的に明らかにしていく。土木学会賞を受賞している。」

## 主な出演
- 2008年6月 NHK総合 その時歴史が動いた 第327回 人を衛(まも)る都市をめざして ～後藤新平・帝都復興の時～
- 2011年4月 BSフジ プライムニュース 『復興検討チームが始動 歴史の教訓を生かせ！ 直嶋民主副代表に問う』
- 2011年5月 テレビ東京 田勢康弘の週刊ニュース新書「どう描く?復興ニッポンの青写真」
- 2011年6月 NHKラジオ第1 ラジオあさいちばん「被災地へのメッセージ」
- 2011年9月 NHK総合 おはよう日本「震災半年～阿部キャスター現地リポート～」（VTR出演）
- 2014年9月 NHKBSプレミアム 英雄たちの選択「関東大震災　後藤新平・不屈の復興プロジェクト」司会：磯田道史、渡邊佐和子、出演：赤坂憲雄、筒井清忠、中野信子、越澤明、語り：松重豊

## 主な報道
- 『読売新聞』1989年8月2日夕刊、「幻の『「帝都復興計画』 66年ぶりに原図発見 後藤新平の壮大施策 国家予算の2倍の巨費」
- 『エコノミスト』73巻9号(1995.2.28)、 p.46-49、越沢明、「提言：『復旧』ではなく、骨太で心やさしき「復興」を」
- 『朝日新聞』1995年2月3日、越沢明、「大震災 復興への視点① 都市計画 大目標と哲学 確立早く」
- "JAPAN ECHO" Volume22,Number2,Summer1995, After the Kobe Quake,pp32-35,Akira KOSHIZAWA, The Postquake Opportunity for Planning Model Communities.
- THE WHEEL EXTENDED A Toyota Quarterly, No.95, May 1996, pp2-9,Akira KOSHIZAWA, The 1923 Great Kanto Earthquake Tokyo Reconstruction Plan:Its Significance and Hertage.
- 『日本の論点1996』文藝春秋社、越沢明「なおざりにされてきた大都市のインフラ整備を急ぎ二一世紀につなげよ」
- 経団連くりっぷ No.160 (2001年12月13日)、OECD対日都市政策勧告に関する懇談会（主催 香西 副会長／国土・住宅政策委員長）／11月13日

「OECDは、2000年11月、わが国の都市政策に関する勧告をとりまとめたが、今般、本勧告の日本語版を出版したのを機に、ベルナール・ウゴニエOECD地域開発部長が来日した。これを受け、わが国の都市政策について、ウゴニエ部長と意見交換を行う懇談会を開催した。当日は、コメンテーターとして都市再生本部の山本繁太郎 事務局次長、越澤 明 北海道大学大学院教授を招いたほか、経済界から田中順一郎 国土・住宅政策委員会共同委員長（三井不動産会長）、森 稔 総合規制改革会議委員（森ビル社長）が出席し、コメントを行った。」
- 『徳島新聞』2009年2月27日1面、「新町西再開発、国「財政想定せず」昨夏、県へ見解伝達。 越澤明北海道大学大学院教授（都市計画）＝国交省社会資本整備審議会都市計画・歴史的風土分科会長代理＝の話」

- 『週刊ダイヤモンド』2011年4月23日号、越澤明「歴史から学ぶ復興 関東大震災と帝都復興・後藤新平の功績 災害復興の繰り返しだった日本のまちづくりの歴史」。
- 『日本経済新聞』2011年8月14日、越澤明「戦災復興① 都市構想 高度成長の礎」、『日本経済新聞』2011年8月14日、越澤明「戦災復興⑤ 東京 夢の首都計画と挫折」。
- 『北海道新聞』2012年1月29日、「著者訪問 『後藤新平―大震災と帝都復興』を書いた 越澤 明さん」。
- 『中日新聞』2012年3月6日、越澤明「美濃市 風致維持計画に認定」。
- 『朝日新聞』2012年6月2日、越澤明「昭和史再訪 都市計画で近代首都に」。『日本経済新聞電子版』2012年11月23日、越澤明「東京ふしぎ探検隊 西武新宿駅はなぜ遠いのか 幻の東口乗り入れ計画」。『日本経済新聞』2012年12月11日、越澤明「環状1～6号はあるの？」。
- 『都政新報』2013年4月26日、越澤明「新・東京都市計画物語 歴史が作られつつある東京 1年間の連載に当たって」。
- 『都政新報』2013年5月10日～2014年4月25日連載。越澤明「新・東京都市計画物語」。
- 『産経新聞』2013年8月29日、越澤明「関東大震災90年 教訓と備え 上」。
- 『朝日新聞』2013年9月13日夕刊、越澤明「街づくり 議論必要」、「五輪沸く街 寂れる街」。

東日本大震災復興
- 『中央公論』2011年6月号、pp22~29、越澤明「復興は時間との勝負である 『復旧』さえ進んでいないのは遅すぎる」。
- 『毎日新聞』朝刊全国2011年4月22日「オピニオン論点」、越澤明「復興・再生のポイントは何か」。
- 『北海道新聞』夕刊2011年4月23日「各自核論」、越澤明「震災復興計画 理想と現実」。
- 【共同通信配信】『日本海新聞』『宮崎日日新聞』『千葉日報』『山口新聞』2011年5月4日「識者評論」、越澤明「迅速な復旧こそ真の復興、まちづくりは地元判断で」、『河北新報』『信濃毎日新聞』『埼玉新聞』『新潟日報』2011年5月5日、『デーリー東北』『静岡新聞』2011年5月7日、『茨城新聞』2011年5月20日。
- 『朝日新聞』2011年5月12日、越澤明「暮らしを元に戻す『復旧』こそ」。

- 『エコノミスト』2011年6月7日号（5月30日発売）、越澤明「書評 旬のテーマを読む 復興 大震災の発生とその後に行われたこと」
- 【共同通信配信】『岩手日報』2011年5月27日文化欄、越澤明「時代の航海図 復興と後藤新平」、『岐阜新聞』2011年5月28日、『福島日報』『京都新聞』2011年6月1日、『福井新聞』『信濃毎日新聞』2011年6月2日、『東奥日報』2011年6月3日、『新潟日報』2011年6月4日、『北海道新聞』2011年6月6日、『秋田さきがけ』2011年6月7日、『神奈川新聞』『徳島新聞』2011年6月8日、『愛媛新聞』『四国新聞』2011年6月9日。
- 『神奈川新聞』2011年6月10日、越澤明「東日本大震災あす3カ月 人口の流出に懸念」。『北海道新聞』2011年6月10日、越澤明「復興プラン 東日本大震災」。
- 『読売新聞』2011年6月24日、越澤明「緩話急題 住宅再建と地域復興 家のみで生きるにあらず」。『朝日新聞』2011年6月26日、越澤明コメント「高台移転の財源不明 被災地市町『国は支援を』」。
- 『共同通信Newsmart』2011年7月11日配信、越澤明「大津波の復興例はどのようなものがあるのか。そこから学べるものは？後編」。
- 『北海道新聞』2011年8月16日、越澤明「菅首相の被災地復興対応 関東大震災後の内相後藤新平との比較 経験浅く・主導できず 増税ありき間違い」。
- 【共同通信配信】『信濃毎日新聞』『福島民報』2011年8月22日、越澤明「景観と復興の両立課題」。
- 『日本経済新聞』2011年9月8日、越澤明「消えた街どこに移転 費用国頼み 自治体動けず」。
- 【共同通信配信】『岩手日報』2011年12月30日、越澤明コメント「集団移転 不安尽きず」。

## 主な講演
- 2000年1月 名古屋都市センター主催、まちづくり市民講座「都市における緑」、緑の都市計画、講師
- 2000年3月 神戸まちづくり協議会連絡会／阪神大震災復興市民まちづくり支援ネットワーク主催、阪神大震災復興まちづくりセミナー2000「震災復興まちづくり 5年と今後」、パネルディスカッション市民まちづくりで出来たもの、基調講演
- 2002年10月 経済協力開発機構(OECD) 主催、国土交通省・（社）日本経済団体連合会後援、「日本経済再生戦略－都市再生の視点から－」基調講演

（参考：国土交通省ホームページ 日本の都市再生に関するシュルーグルOECD事務次長からの提言について2002.10.25)
- 2004年5月 仙台市、第42回杜の都の環境をつくる審議会、講演「都市再生に関する国の動向、緑の都市再生・全国の事例」
- 2007年2月 別府市ONSENツーリズム部観光まちづくり課 泉都まちづくりネットワーク]事務局主催、泉まちネット第10回交流会基調講演
- 2007年9月 東京市政調査会主催、後藤新平生誕150周年記念 第17回都市問題公開講座「経世家・後藤新平 その生涯と業績を語る」、基調講演
- 2007年9月 (財)土地総合研究所]主催、第131回講演会「帝都復興計画の遺産と今日の東京 ― 後藤新平生誕150周年と防災の日にちなんで」
- 2007年11月 (財)都市計画協会]主催、2007「世界都市計画の日」日本集会 記念講演、「都市計画の父 後藤新平と都市研究会、帝都復興計画 ― 財団法人都市計画協会の創設者 後藤新平の生誕150周年を記念して」
- 2009年2月 滋賀県主催、滋賀県景観行政団体協議会設立記念「住んでよし 訪ねてよし 賑わいよしのまちづくりシンポジウム」基調講演：越澤明「これからの景観まちづくり、歴史まちづくり」。
- 2009年11月 全国市町村国際文化研修所主催、戦略的政策形成型研修「住民と考えるまちおこし～地域の歴史的資源の活用～」、地域の歴史的資源を活かしたまちづくり、講師
- 2010年3月 国土交通省・厚生労働省共催高齢者「いきいき」まちづくりフォーラム～中心市街地における高齢者のまちなか居住の体制づくりに向けて、基調講演」]
 パネリスト：越澤明（北海道大学教授）、蝦名大也（釧路市長）、潮谷義子（長崎国際大学学長）、市川禮子（社会福祉法人きらくえん理事長）
- 2010年5月 美濃市主催、歴史まちづくり法講演会
- 2010年9月 明治神宮主催、明治神宮鎮座90周年連続セミナー 第5回 緑の都市計画のプロフェッショナル－折下吉延と外苑の銀杏並木]
- 2012年10月 台湾内政部営建署（内務省建設計画庁）の依頼により、公有土地活用再生戦略に関して講演を行う。

営建署のホームページより引用 
「最新消息 即時新聞 台日技術合作計畫邀請日本專家越澤明教授來台進行「公有土地活化再生策略」之指導交流    城鄉發展分署 發布日期：2012-09-12 -- 為強化公有土地活化再生之策略體系，確保國土之永續發展，內政部營建署城鄉發展分署自10月3日起至10月6日止，舉辦「101年台日技術合作計畫－公有土地活化再生策略交流工作坊」，邀請來自日本北海道大學之學者專家－越澤明教授來台分享日本辦理公有地都市活化再生都市更新相關經驗，並就進行中公有土地活化方針交換相關意見。」

## 主な解説
- 安彦良和『虹色のトロツキー 第2集』中公文庫コミック版、2000年、pp255~258、越澤明「満州国の首都・新京の都市計画とその思想」。『愛蔵版 虹色のトロツキー 2』双葉社、2010年、pp498~499、越澤明「満州国の首都・新京の都市計画とその思想」。